# Музей живописи и сценографии Паноса Аравантиноса
Музей живописи и сценографии Паноса Аравантиноса (греч .Μουσείο Ζωγραφικής και Σκηνογραφίας Πάνου Αραβαντινού) расположен в центре города Пирей, в здании Муниципального театра Пирея. Музей был образован после того, как известный греческий и немецкий декоратор, театральный художник и оперный сценограф Аравантинос, Панос завещал 1300 своих работ — живопись, трёхмерные макеты и микрографии декораций, наброски костюмов, афиши и портреты — муниципалитету города Пирей.
Есть возражения против пригодности театра для этой цели, тем более что музей в состоянии выставить только 1/3 часть работ, подаренных Аравантиносом.